# Дубы (Ростовская область)
Дубы — хутор в Тарасовском районе Ростовской области. Входит в состав Митякинского сельского поселения.

## География
Через хутор протекает река Дубовойчик. Ранее на реке строили водяные мельницы. В советский период хутор Дубы делился на три хутора — верхние Дубы, Средние дубы и Нижние дубы. По обеим сторонам хутор окружен песками. Ранее для того чтобы песок не распространялся, на нём садили сосновый лес, после распада СССР за лесом не следили и он часто горел. Выгорел почти весь лес, в пожаре погибли люди. Сегодня лесную посадку возобновили.

### Улицы
- ул. Дубовская,
- ул. Елизаветинская,
- ул. Заречная,
- ул. Песчаная,
- ул. Речная,
- ул. Степная,
- ул. Центральная.

## История
Хутор образован в августе 1967 года путем объединения хуторов Верхние Дубы, Средние Дубы и Нижние Дубы в один населённый пункт.

## Население
| 2010 |
| ---- |
| 597  |